# 齊亞德·賈拉
齊亞德·賈拉（Ziad Jarrah, 1975年5月11日—2001年9月11日）是美國九一一事件中的劫機犯之一，一般認為9月11日當天聯合航空93號班機被劫機後，他充當飛機的機師，並曾試圖把飛機撞向美国国会大厦。
賈拉在黎巴嫩一個富裕家庭出生，其家人信奉伊斯蘭教的遜尼派。在他七歲那年，黎巴嫩南部遭以色列入侵，家人也把他送到一天主教學校中讀書。1996年，他與表哥前往德國，並在那裡的大學學習德語，在當地與一名土耳其女子邂逅，於1999年4月1日舉辦非正式婚禮。1997年，賈拉在漢堡市的應用科學大學修讀航空工程。
據說，賈拉被認為與伊斯蘭極端組織「漢堡支部」（Hamburg cell）擁有密切關係，但從未有人看過賈拉與這些人接觸。根據九一一事件調查委員會的報告，賈拉於1999年擬前往車臣，與俄軍交戰，但後來改而前往阿富汗接受恐怖襲擊訓練，並與賓拉登會面，同時也接受飛行訓練。